# Iwan Szlomin
Iwan Timofiejewicz Szlomin (ros. Иван Тимофеевич Шлёмин, ur. 9 marca?/21 marca 1898 we wsi Trunowo w obwodzie twerskim, zm. 10 stycznia 1969 w Moskwie) – radziecki dowódca wojskowy, generał porucznik, Bohater Związku Radzieckiego (1945).

## Życiorys
W 1917 został powołany do rosyjskiej armii, uczestniczył w I wojnie światowej jako podoficer, 1918 wstąpił do Armii Czerwonej, brał udział w wojnie domowej m.in. w Estonii i pod Piotrogrodem. Od 1920 należał do RKP(b), 1921 skończył kursy piechoty, 1921 Wyższą Szkołę taktyczną, a 1925 Akademię Wojskową im. Frunzego, 1921 dowodził plutonem i potem kompanią. Od sierpnia 1925 do października 1926 był szefem sztabu 38 pułku piechoty, od października 1926 do kwietnia 1930 szefem sekcji 13 Dagestańskiej Dywizji Piechoty, od kwietnia 1930 do maja 1932 szefem sztabu 74 Tamańskiej Dywizji Piechoty, następnie pracował w Sztabie Generalnym Armii Czerwonej jako szef sektora i od sierpnia 1932 do 1935 szef Wydziału 6 Zarządu Operacyjnego. Od 1935 do maja 1936 był szefem oddziału Wydziału 1 Sztabu Generalnego Armii Czerwonej, od maja do grudnia 1936 pracował w Akademii Sztabu Generalnego Armii Czerwonej, później dowodził pułkiem piechoty, od maja 1937 do lipca 1940 był komendantem Akademii Sztabu Generalnego, 4 czerwca 1940 otrzymał stopień generała majora. Od lipca 1940 do maja 1942 był szefem sztabu 11 Armii Nadbałtyckiego Specjalnego Okręgu Wojskowego, od maja do listopada 1942 szefem sztabu Frontu Północno-Zachodniego, od listopada do 21 stycznia 1943 szefem sztabu 1 Gwardyjskiej Armii na Froncie Południowo-Zachodnim, a od 21 stycznia do kwietnia 1943 dowódcą 5 Armii Pancernej Frontu Południowo-Zachodniego. W styczniu-lutym 1943 uczestniczył w donbaskiej operacji zaczepnej i m.in. w wyzwoleniu Kamieńska Szachtyńskiego i Krasnego Sulina, 19 marca 1943 otrzymał stopień generała porucznika, w kwietniu-maju 1943 dowodził 12 Armią Frontu Południowo-Zachodniego, od 11 września 1943 do 27 maja 1943 dowodził 6 Armią na Froncie Południowo-Zachodnim i 3 Ukraińskim, a od 27 maja 1944 do 16 stycznia 1945 46 Armią na 3 i 2 Froncie Ukraińskim. Na czele armii brał udział w operacji donbaskiej, nikopolsko-krzyworoskiej, bierieznjegowato-snigiriowskiej, odeskiej, jasko-kiszyniowskiej, debreczyńskiej i budapeszteńskiej. Od lipca 1945 do kwietnia 1948 był szefem sztabu Południowej Grupy Wojsk stacjonującej w Bułgarii i Rumunii, od kwietnia 1948 do czerwca 1949 zastępcą szefa Sztabu Wojsk Lądowych – szefem Zarządu Operacyjnego, od czerwca 1949 do 1954 szefem sztabu Centralnej Grupy Wojsk stacjonującej w Austrii, a 1954–1962 starszym wykładowcą i zastępcą szefa katedry Wyższej Akademii Wojskowej im. Woroszyłowa, następnie zakończył służbę wojskową. Został pochowany na Cmentarzu Nowodziewiczym.

## Odznaczenia
- Złota Gwiazda Bohatera Związku Radzieckiego (1 lipca 1945)
- Order Lenina (trzykrotnie)
- Order Czerwonego Sztandaru (czterokrotnie)
- Order Suworowa I klasy
- Order Kutuzowa I klasy
- Order Bohdana Chmielnickiego I klasy

I medale.